# Ранджунг Юнайтед (футбольний клуб)
Ранджунг Юнайтед (англ. Ranjung United Football Club) — бутанський футбольний клуб, який виступав в А-Дивізіоні, вищому дивізіоні чемпіонату Бутану, але в 2012 році А-Дивізіон змінила Національна ліга Бутану. Домашні матчі проводить на столичному стадіоні «Чанглімітанг».

## Історія
У 2003 році фінішував на 7-му місці, лише з однією перемогою, над «Друк Юнайтед» з рахунком 6:1, та трьома нічиями у восьми матчах. Невідомо, коли вони вперше потрапили в А-Дивізіон, оскільки в попередньому сезоні вони не грали в Б-Дивізіоні, а детальна інформація про A-Division неповні як для цього сезону, так і для попередніх. Також відсутні й дані про виступи в майбутніх сезонах, за які існує детальна інформація.